# Ferrari F8
Ferrari F8 (Type F142MFL) — среднемоторный спортивный автомобиль итальянской фирмы Ferrari. Является преемником Ferrari 488 с изменёнными характеристиками и внешними признаками. Впервые был представлен в 2019 году на Женевском автосалоне.

## Модельный ряд

### F8 Tributo
F8 Tributo оснащён тем же двигателем, что и 488 Pista — V8 объёмом 3,9 л с двойным турбонаддувом. Его мощность составляет 720 л. с. при 8000 об/мин, а крутящий момент — 770 Н⋅м при 3250 об/мин. Схема выпуска и коллекторы Inconel были полностью изменены вплоть до клемм.
В автомобиле также используются датчики оборотов двигателя, разработанные в рамках 488 Challenge. Двигатель сочетался в паре с семиступенчатой трансмиссией с двойным сцеплением.

До 100 км/ч автомобиль разгоняется за 2,9 секунд, а до 200 км/ч — за 7,6 секунд. Максимальная скорость 340 км/ч.
- Вид сзади
- Вид сбоку
- Интерьер

### F8 Spider
F8 Spider являлся родстером на базе F8 Tributo. Крыша складывается и раскладывается за 14 секунд.
До 100 км/ч автомобиль разгоняется за 2,9 секунд, а до 200 км/ч — за 8,2 секунд. Максимальная скорость 340 км/ч.

Снаряжённая масса 1400 кг, а объём багажника — 200 л.
- Вид спереди
- Вид сзади

### SP48 Unica
SP48 Unica оснащён двигателем V8 мощностью 710 л. с. с двойным турбонаддувом.

### Ferrari SP-8
Ferrari SP-8 выпускался на базе F8 Spider для тайваньского рынка. Его легкосплавные колёсные диски аналогичны Ferrari F40, а задние фонари те же, что и у Ferrari Roma. Ветровое стекло и выхлопные трубы взяты от Ferrari 296 GTB.

## Награды
Лучший автомобиль 2023 года в классе «Купе» (Россия).